# Ceropegia achtenii
Ceropegia achtenii är en oleanderväxtart som beskrevs av De Wild.. Ceropegia achtenii ingår i släktet Ceropegia och familjen oleanderväxter. Inga underarter finns listade i Catalogue of Life.